# ادمون باجز
ادمون باجز (بالفرنسية: Edmond Pagès)‏ مواليد 02 مايو 1911 في بولون-بيانكور كان دراج فرنسي في صنف سباق الدراجات على الطريق. - توفي في 18 فبراير 1987 في بولون-بيانكور.

## سجل النتائج

### سباقات أو مراحل فاز بها
- طواف فرنسا

## وصلات خارجية
- الموقع الرسمي

## روابط خارجية
- ادمون باجز على موقع أرشيف الدراجات (الإنجليزية)
- ادمون باجز على موقع إحصائيات الدراجات الإحترافية (الإنجليزية)